# L'inferno
L'Inferno é um filme mudo italiano de 1911, dirigido por Francesco Bertolini, Adolfo Padovan e Giuseppe de Liguoro, baseado na obra "A Divina Comédia", de Dante Alighieri. Foi, provavelmente, a primeira adaptação da obra de Dante feita para o cinema.
O filme também retrata a jornada pelos círculos do Inferno como o título sugere até o retorno à terra deixando de fora as jornadas pelo Purgatório e o Paraíso. Foi uma super produção de sucesso, a mais cara de sua época, com cenários muito vastos e efeitos especiais incríveis para seu tempo, com base nas  ilustrações de Gustave Doré. De Liguoro retratou com grande perfeição os anjos, demônios e o próprio Lúcifer, numa produção que consumiu três anos de filmagens.
L'Inferno permaneceu perdido por décadas, até ser reencontrado na Filmoteca Vaticana, sendo restaurado e reapresentado durante o Future Film Festival, na cidade de Bolonha, Itália. A produção ganhou uma nova cópia graças a combinação dos materiais resgatados dos arquivos do American Film Institute, da Biblioteca do Congresso dos Estados Unidos e do British Film Institute. A nova trilha sonora ficou a cargo do grupo Tangerine Dream. A nova trilha sonora ficou a cargo do grupo Edison Studio (DVD Cineteca di Bologna, 2011)

## Elenco
- Salvatore Papa 	... 	Dante Alighieri
- Arturo Pirovano	... 	Virgilio
- Giuseppe de Liguoro	... 	Farinata degli Uberti
- Pier Delle Vigne	... 	Conde Ugolino
- Augusto Milla	... 	Lúcifer
- Attilio Motta
- Emilise Beretta